# Omphalogramma elwesianum
Omphalogramma elwesianum là một loài thực vật có hoa trong họ Anh thảo. Loài này được (King ex Watt) Franch. mô tả khoa học đầu tiên năm 1898.